# 保羅·卡特莫爾
保罗·杰拉德·卡特莫尔（英語：Paul Gerald Cattermole，1977年3月7日—2023年4月6日），英国歌手、演员，流行乐团S Club 7前成员，曾在2014年加入该乐团的重聚巡演，生前还曾计划于2023年再次加入。

## 早年生活
卡特莫尔于1977年3月7日在赫特福德郡的圣奥尔本斯出生，由于祖父在伦敦的阿比路录音室工作，卡特莫尔从小就有进入音乐行业的想法。

## 职业生涯

### 1999年–2002年：早期及加入S Club 7
卡特莫尔音乐生涯的第一次突破是其有一次在家乡参加的《西城故事》表演，随后他加入了國家少年音樂劇場，并结识了未来的乐队伙伴汉娜·斯皮尔里特，两人曾在1994年共同出演《Pendragon》。16岁时，卡特莫尔决定转换方向，自己组建了一个名为Skua的重金属乐团，其后他被西蒙·富勒看中，正式加入S Club 7。

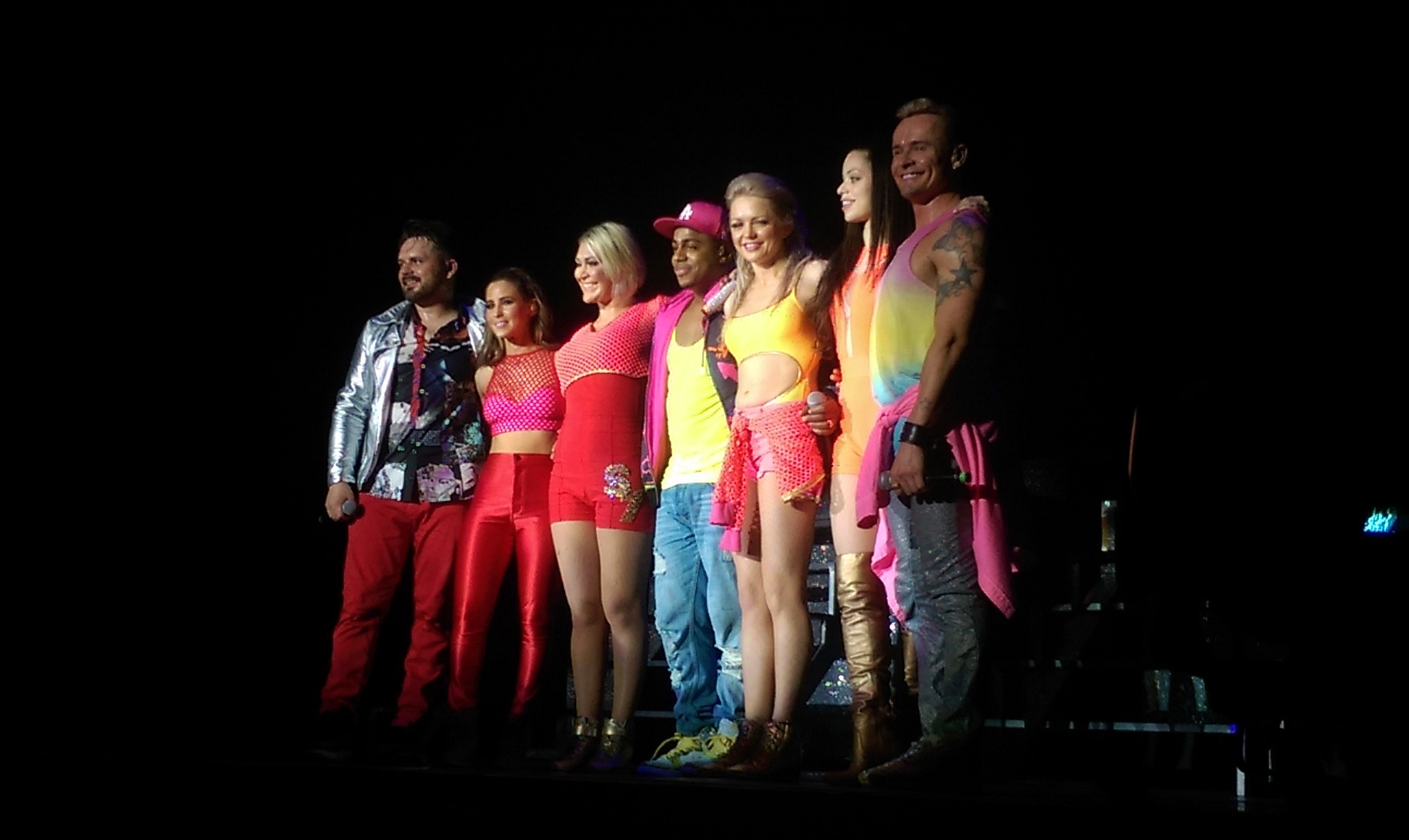
2015年表演中的S Club 7

卡特莫尔在进入S Club 7前经过了多轮筛选，于1998年成功加入，队友包括蒂娜·巴雷特、強·李、布莱蒂雷·麦克印托什、乔·欧米拉、汉娜·斯皮尔里特和瑞秋·史蒂芬斯。在接下来的五年里，乐团共有四首单曲和一张专辑赢得榜一，数首歌曲成为欧洲热歌，其中一首歌曲在美国、亚洲、拉丁美洲和非洲的榜单中打入前十，此外还参加了《Miami 7》、《L.A. 7》、《Hollywood 7》和《Viva S Club》等多部专属电视节目。
S Club 7乐团一共录制了四张录音室专辑，发布了11首单曲，全球专辑销量超过1400万张。乐团的签约方为宝丽多唱片，其第一张专辑《S Club》的风格与当时其他大部分艺人基本一致，不过在经理西蒙·富勒的带领下，乐团的风格后来逐渐向舞曲和R&B转变。乐团的专属节目一共出了四个系列，内容包含了乐团从美国到西班牙的巴塞罗那的巡演，观看人数超过9000万人。凭借这些成绩，S Club 7一共获得两项全英音樂獎。
2002年，卡特莫尔退出S Club 7，重新加入了Skua。他表示退出的原因是自己希望对音乐风格进行创新的想法与乐团固守路线的现状相矛盾。卡特莫尔在S Club 7待到了6月，一共参加了四集《Viva S Club》节目，并在6月30日和S Club 7一起参加了女王伊丽莎白二世金禧纪念礼上的白金漢宮女王音樂會。

### 2002年–2008年：Skua、事业中断与S Club 3
2002年6月，卡特莫尔与读书时的好友重新组建了新金属乐队Skua，该乐队被认为具有林普巴茲提特的风采，还有人将其与討伐體制樂團作对比。但由于无人签约和演出次数过少，乐队于2003年便宣告解散。此后卡特莫尔的事业中断了五年，直到2008年，卡特莫尔与乔·欧米拉和布莱蒂雷·麦克印托什又共同组建了乐队S Club 3。该团队发行了专辑《Greatest Hits》，收录了S Club 7以往的一些大热歌曲，而乐队成员常常到一些大学里和夜总会上演唱。巴雷特于2014年也参与了一次该乐队的演出，随着卡特莫尔在2015年再次退出，巴雷特完全替换了他的位置，正式成为乐队新成员。

### 2014年–2015年：Skua的重组和S Club 7的重聚
2014年1月，Skua乐队重新组建。7月14日，乐队发行首支单曲《Falling》。7月20日，乐队又发行了《Got Not Choice》和《Out Of Control》两首单曲。10月14日，乐队首张专辑《Kneel》面世。由于卡特莫尔答应与S Club 7重聚，Skua由于缺少领头人而暂停了手头的工作，因此只发行了一张专辑，且几乎完全由乐队成员自行宣传，并无唱片公司参与。
2014年10月，经S Club 7证实，卡特莫尔将与前队友重新团聚，并会共同参加BBC的节目《有需要的孩子》。S Club 7随后又宣布将从2015年5月起自英国开始举办重聚巡演。重聚巡演结束后，卡特莫尔决定同步离开S Club 3。

### 2015年–2023年：后期作品与S Club 7的再重聚
2015年，卡特莫尔在《洛基恐怖秀》中扮演了角色艾迪，不过后来因在一次唱跳表演中被一名摔倒的舞者砸中导致背部受伤而被迫离开。根据卡特莫尔在2018年接受《放荡女人》采访时的叙述，这次伤情致使他陷入了经济困境，因此在刚离开《洛基恐怖秀》时，他不得不做一些杂活来勉强维持生计。他曾经请求参加《名人老大哥》、《舞动奇迹》、《花样冰舞》等真人秀节目，但遭到了片方拒绝。2022年，卡特莫尔开始在自己的YouTube账号上提供塔羅牌读卡服务。
2023年2月10日，S Club通过社媒账号表示他们将在2月13日上午7:00的《第一秀》上宣布一项重大事务。2月11日，巴雷特、欧米拉和史蒂文斯也在出席全英音乐奖颁奖礼时提醒观众关注进展。2月13日当天，S Club宣布他们将为庆祝乐队成立25周年而再举行一次重聚巡演，巡演预定于2023年10月12日从利物浦的玛莎银行体育馆开始，并在两周后于伦敦的O2體育館举行最后一场。此消息得到了乐迷的热烈反应，乐队因此决定在10月27日于O2體育館加开一场，由于乐迷反响依旧热烈，乐队又在2月21日宣布再增加三天巡演日程。但卡特莫尔于2023年4月6日突然逝世，乐队于5月14日宣布他们会将巡演改名为“美好时光巡演”（Good Times Tour），同时去掉了乐队名称中的数字“7”，以向卡特莫尔致敬。卡特莫尔的死讯公布后，汉娜·斯皮尔里特表示自己仍然无法走出悲伤，因此决定不参加这次巡演，而另外五人则将继续，并表示斯皮尔里特仍然属于乐队的一份子。

## 个人生活
卡特莫尔在17岁时于國家少年音樂劇場与14岁的汉娜·斯皮尔里特相识，随后二人一起参演了《Pendragon》。2001年5月，卡特莫尔和斯皮尔里特开始转入恋爱关系，不过直到同年11月才正式对外公布，乐队同伴随即纷纷表示支持。卡特莫尔于2002年离开乐队后，二人的关系仍然保持了一段时间，到了2006年初，两人的来往开始减少。2015年，两人曾经短暂复合，但仅在几个月后又再次分手，此后未见重新复合，甚至有消息称二人的关系已经变差。
卡特莫尔生前与家人一起居住在多塞特郡的斯沃尼奇。
卡特莫尔曾在2014年宣布破产。2018年1月，卡特莫尔将自己的全英音乐奖奖杯放到了eBay上出售，并附文称自己欠有外债，这座奖杯的价格后来被人以66,100英镑拍下，但买家最终没有付清。随后卡特莫尔又拍卖了自己在2002年获得的奖杯，并且又被同一个买家竞得，但后来这座奖杯又被重新拍卖，最后只卖了3000英镑。除了这两座奖杯之外，卡特莫尔还卖了自己在《Miami 7》上佩戴的手表。卡特莫尔表示自己得到的钱财中，有一半将被用来还清债务，但未想好如何处理另一半。
在2018年2月《放荡女人》的采访中，卡特莫尔首次透露了自己面临的困境，并对节目组给了他一件衬衫来参加采访表示感谢。
2023年4月6日，卡特莫尔忽然在家中失去知觉，并于当日稍后去世。他的死因直到5月中旬才对外公布为自然死亡，其中主要原因是心脏衰竭。
卡特莫尔去世后，来自S Club 7乐队的同伴都纷纷对他表示敬意。7月26日，S Club乐队（此时汉娜·斯皮尔里特已经离开）发布了卡特莫尔的纪念单曲《These Are the Days》，音乐MV由一些卡特莫尔的视频片段及照片组成。